# Kolari
Kolari [ˈkɔlɑri] ist eine Gemeinde im finnischen Teil Lapplands. Sie liegt am Zusammenfluss von Muonionjoki und Tornionjoki an der Grenze zu Schweden. Kolari ist bekannt für das Skiresort am Ylläs-Fjell.

## Geografie
Kolari liegt im Westen der Landschaft Lappland im finnischen Teil des Tornedalen 86 km nördlich des Polarkreises. Im Westen bilden die Flüsse Muonionjoki und Tornionjoki die Staatsgrenze zu Schweden. Nachbargemeinden von Kolari sind Muonio im Norden, Kittilä im Nordosten, Rovaniemi im Südosten, Pello im Süden sowie auf schwedischer Seite Pajala. Der nächste größere Ort ist das Zentrum von Pajala 30 km westlich, in das Stadtzentrum von Rovaniemi, der größten Stadt Lapplands, sind es 164 km. Die Entfernung zur Hauptstadt Helsinki beträgt 926 km.
Mit einer Fläche von 2618 km² ist Kolari etwas größer als Luxemburg, bei einer Bevölkerungsdichte von 1,56 Einwohnern pro Quadratkilometer Landfläche aber zugleich auch sehr dünn besiedelt. Etwas über ein Drittel der 3999 Einwohner (Stand 31. Dezember 2022) lebt im Kirchdorf (Kirkonkylä) von Kolari, das am Ufer des Muonionjoki gelegen ist. Die restliche Bevölkerung verteilt sich auf 15 Dörfer im Gemeindegebiet. Die Dörfer von Kolari sind:
| - Äkäsjokisuu (152 Einwohner) - Äkäslompolo (394 Einwohner) - Kirchdorf (1.398 Einwohner) - Koivumaa (57 Einwohner) - Kurtakko (164 Einwohner) - Lappea (85 Einwohner) - Nuottavaara (29 Einwohner) - Pasmajärvi (75 Einwohner) | - Ruokojärvi (62 Einwohner) - Saarenpudas (287 Einwohner) - Sieppijärvi (526 Einwohner) - Vaattojärvi (176 Einwohner) - Väylänpää (39 Einwohner) - Venejärvi (98 Einwohner) - Venetti (52 Einwohner) - Ylläsjärvi (197 Einwohner) |

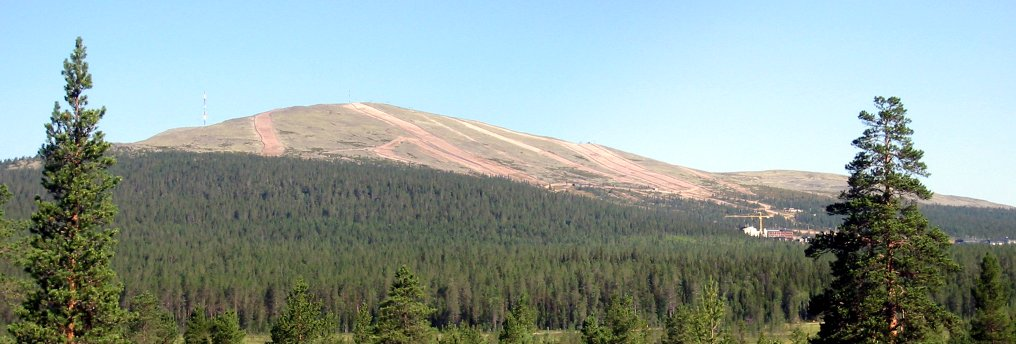
Der Yllästunturi

Kolari befindet sich im Fjell-Gebiet Nordlapplands. Der höchste Berg der Gemeinde ist der 718 m hohe Yllästunturi, eines der beliebtesten Skigebiete Finnlands. An seinem Fuß befinden sich die Skiresorts Äkäslompolo und Ylläsjärvi. Weitere Fjells im Gemeindegebiet sind Kesänkitunturi (517 m), Lainiotunturi (613 m), Kuertunturi (443 m), Pyhätunturi (441 m) und Kellostapuli (460 m).
Für finnische Verhältnisse ist Kolari arm an Binnengewässern: nur 2 % des Gemeindegebiets sind von Wasser bedeckt (im Landesschnitt 12 %). Die Seen in Kolari wie der Pasmajärvi, Aalisjärvi, Laukkujärvi, Vaattojärvi, Ylinen Sieppijärvi, Lompolojärvi, Venejärvi, Äkäslompolo und Pakajärvi sind allesamt recht klein.
In Kolari befindet sich einer von 17 Forschungswäldern des Finnischen Instituts für Waldforschung. Die Forschungsstation Kolari wurde 1964 eröffnet. Die traditionelle und zentrale Aufgabe der Station liegt in der Forschungsarbeit zur Waldveredlung. Heute stellt aber die 1994 aufgenommene Verfolgung der Baumgrenze als Hilfsmittel der Klimaforschung das wichtigste Forschungsfeld dar. Zu der Station Kolari gehören auch die Forschungswälder in Kilpisjärvi und Laanila. Die Forschungsflächen in Kolari umfassen heute 7413 Hektar, wovon 2795 Hektar aus Waldfläche bestehen. Der Großteil des Gebietes besteht aus feinsandigem, oft sumpfigem Grund.

## Geschichte
Ursprünglich war das Gebiet von Kolari von halbnomadischen Samen bewohnt, die von der Rentierzucht lebten. Die sesshafte finnische Besiedlung Kolaris entstand erst während der Binnenkolonisation durch Siedler aus Savo im 16. Jahrhundert. Der Name Kolari geht auf den Bauern Pekka Kolari aus Rautalampi zurück, der um 1580 den ersten Hof in der Gegend gründete; dieser Name leitet sich wiederum von schwedischen kolare „Köhler“ ab und nicht vom homonymen finnischen Wort kolari, „Unfall“.
Mit der Zeit wuchs die bäuerliche Bevölkerung von Kolari an, die Samen wurden nach und nach durch die finnische Zuwanderung assimiliert oder gen Norden abgedrängt. Während der Zeit der Zugehörigkeit Finnlands zu Schweden war Kolari Teil der Landschaft Västerbotten und gehörte zur Kapellengemeinde Pajala des Kirchspiels Ylitornio. Auch nachdem Finnland 1809 zu einem Großfürstentum unter russischer Herrschaft geworden war, als dessen Westgrenze im Vertrag von Fredrikshamn die Flüsse Muonionjoki und Tornionjoki festgelegt wurden, blieben die Beziehungen von Kolari zu Pajala bis 1820 bestehen. 1856 wurde Kolari zu einer Kapellengemeinde von Turtola (heute Pello). Wenig später erhob man den Ort zu einer eigenständigen Kirchengemeinde, die 1867 im Zuge der Neuordnung der Gemeindeverfassungen in eine politische Gemeinde umgewandelt wurde.
Im Zweiten Weltkrieg gehörte Kolari während des Fortsetzungskrieges 1941–1944 wie ganz Nordfinnland zum Operationsgebiet der deutschen Wehrmacht. Nachdem Finnland ein Waffenstillstandsabkommen mit der Sowjetunion geschlossen hatte, in dem es sich verpflichtete, die deutschen Truppen aus dem Land zu vertreiben, begann am 15. September 1944 der finnisch-deutsche Lapplandkrieg. Wie in ganz Lappland wurde die Zivilbevölkerung Kolaris binnen kurzer Zeit evakuiert. Die deutschen Truppen begannen einen kontrollierten Rückzug, in dessen Verlauf sie die Taktik der verbrannten Erde anwandten, und schon am 22. Oktober 1944 nahm die finnische Armee nach einer heftigen Schlacht das zuvor von den Deutschen niedergebrannte Kirchdorf von Kolari ein.
Seit der finnischen Wirtschaftskrise Anfang der 1990er Jahre ist die Bevölkerungszahl von Kolari ebenso wie in ganz Lappland durch die Abwanderung in die Wachstumszentren des Südens konstant absteigend. 1986 hatte die Gemeinde noch über 5000 Einwohner, heute sind es nur noch rund 3800. Dabei zeigen sich innerhalb Kolaris beträchtliche Unterschiede: Während die Dörfer im Nordteil der Gemeinde von den Skiresorts am Yllästunturi profitieren konnten und ihre Einwohnerzahl sogar gestiegen ist, hat sich in kleineren Dörfern wie Nuottavaara teils die Bevölkerung innerhalb von 15 Jahren halbiert.

## Politik
Wie allgemein in den ländlichen Gegenden Nordfinnlands ist auch in Kolari die Zentrumspartei die stärkste politische Kraft. Bei der Kommunalwahl 2008 erhielt sie 43,7 % der Stimmen, im Gemeinderat, der höchsten Entscheidungsinstanz bei lokalen Angelegenheiten, stellt sie zehn von 21 Abgeordneten. Zweitstärkste Kraft ist das Linksbündnis, das wie allgemein in Lappland überproportional stark vertreten ist. Es konnte über ein Drittel der Stimmen auf sich vereinen und hat sieben Sitze im Gemeinderat inne. Die Sozialdemokraten und die Nationale Sammlungspartei spielen, obgleich landesweit zu den drei großen Parteien gehörend, in Kolari mit Wahlergebnissen um die zehn Prozent und jeweils zwei Abgeordneten im Gemeinderat nur eine marginale Rolle.
| Partei                    | Wahlergebnis 2008 | Sitze |
| ------------------------- | ----------------- | ----- |
| Zentrumspartei            | 43,7 %            | 10    |
| Linksbündnis              | 34,9 %            | 7     |
| Sozialdemokraten          | 10,7 %            | 2     |
| Nationale Sammlungspartei | 10,6 %            | 2     |

Kolari unterhält eine Städtepartnerschaft zur schwedischen Nachbargemeinde Pajala.

## Wirtschaft
Bis in die 1960er Jahre stellten Forst- und Molkereiwirtschaft die Grundlage der Wirtschaft in Kolari dar. Mit der Eröffnung einer Eisenerzmine des staatlichen Rautaruukki-Konzerns in Rautavaara, eines Kalksteinbruchs und eines Zementwerks setzte eine weitreichende Industrialisierung der Gemeinde ein; 1975 arbeitete mehr als ein Fünftel der Erwerbstätigen im Industriesektor. Nach der Schließung der Eisenerzmine und des Zementwerks Ende der 1980er Jahre wurde Kolari mit erheblichen staatlichen Subventionen gezielt zu einem Tourismuszentrum ausgebaut.
Heute ist der Tourismus dank des Skisportzentrums am Yllästunturi mittlerweile zum wichtigsten Wirtschaftszweig von Kolari geworden. Ylläs ist mit ca. 185.000 Übernachtungen pro Jahr nach Saariselkä und Levi das drittgrößte Finnisch-Lapplands. Die Hauptsaison ist dabei der Winter: 80 % der Übernachtungen werden in den Monaten Dezember bis April registriert. Etwa 40 % der Besucher kommen aus dem Ausland, die größte Gruppe sind dabei die Briten gefolgt von Schweizern und Deutschen. Im Sommer überbrücken die Übernachtungen durchfahrender Nordkaptouristen die Tiefsaison, zudem versuchen ortsansässige Veranstalter mit Wander- und Mountainbiketouren auch dauerhaft Gäste in der Ylläsregion zu halten. Die Betreiber des Skisportzentrums planen, Ylläs weiter auszubauen und die Anzahl der Betten bis 2020 von momentan 18.000 auf 50.000 zu erhöhen.

## Verkehr

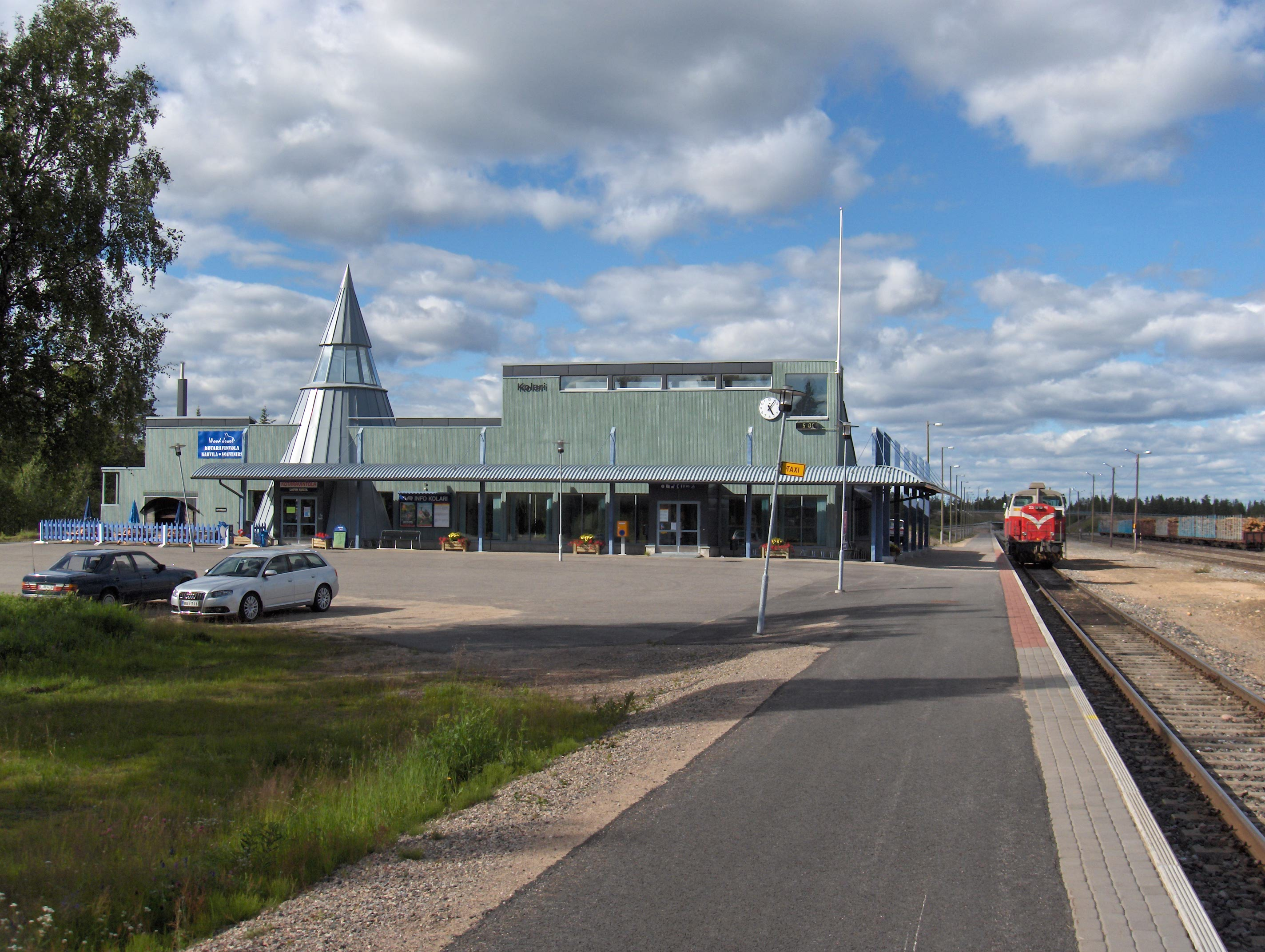
Der Bahnhof von Kolari

Das Straßennetz in Kolari ist wegen der geringen Bevölkerungsdichte eher dünn. Die wichtigste Verkehrsader ist die Staatsstraße 21 (E8), die entlang der schwedischen Grenze von Tornio nach Kilpisjärvi führt. Sie durchquert das Kirchdorf von Kolari und verbindet den Ort mit Muonio im Norden und Pello im Süden. Die Hauptstraße 80 führt von Kolari nach Kittilä. Nahe dem Kirchdorf befindet sich eine Grenzübergangsstelle nach Schweden, über die Pajala erreicht werden kann.
1964 wurde Kolari mit der Fertigstellung der eingleisigen Strecke nach Kemi (220 km südlich) an das finnische Eisenbahnnetz angeschlossen. Kolari ist der nördlichste Bahnhof des finnischen Eisenbahnnetzes und dient sowohl dem Passagier- als dem Güterverkehr. Der Bahnhof verfügt über eine Verladestelle für Autoreisezüge. Bis 2004 führten zwei Strecken vom Bahnhof Kolari weiter nördlich zu den Bergwerken von Rautavaara und Äkäsjoki, auf diesen ist aber mittlerweile der Verkehr eingestellt worden. Ein weiterer Bahnhof befindet sich im Dorf Sieppijärvi im Süden des Gemeindegebiets. Die nächstgelegenen Flughäfen befinden sich in Kittilä sowie auf schwedischer Seite in Pajala.

## Sehenswürdigkeiten

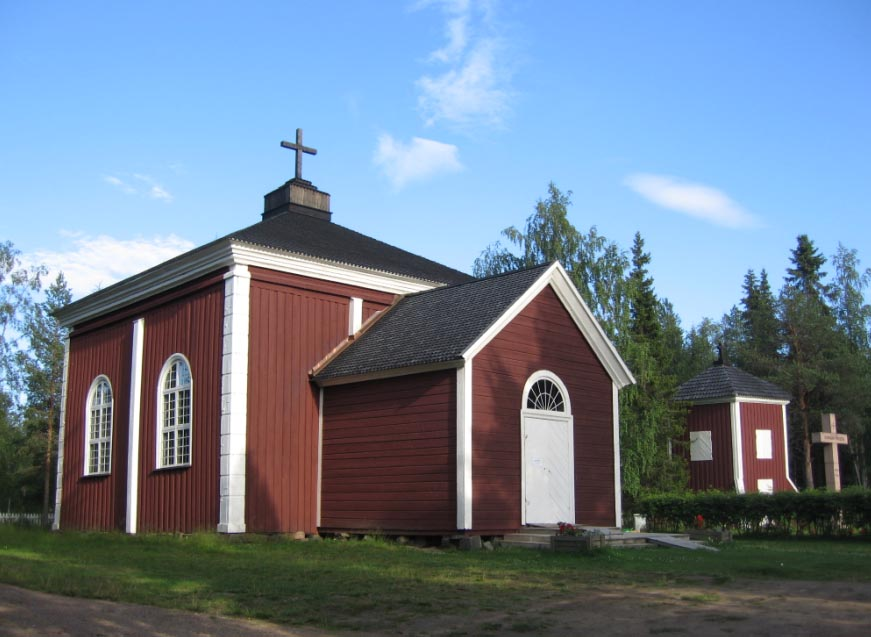
Die alte Kirche von Kolari

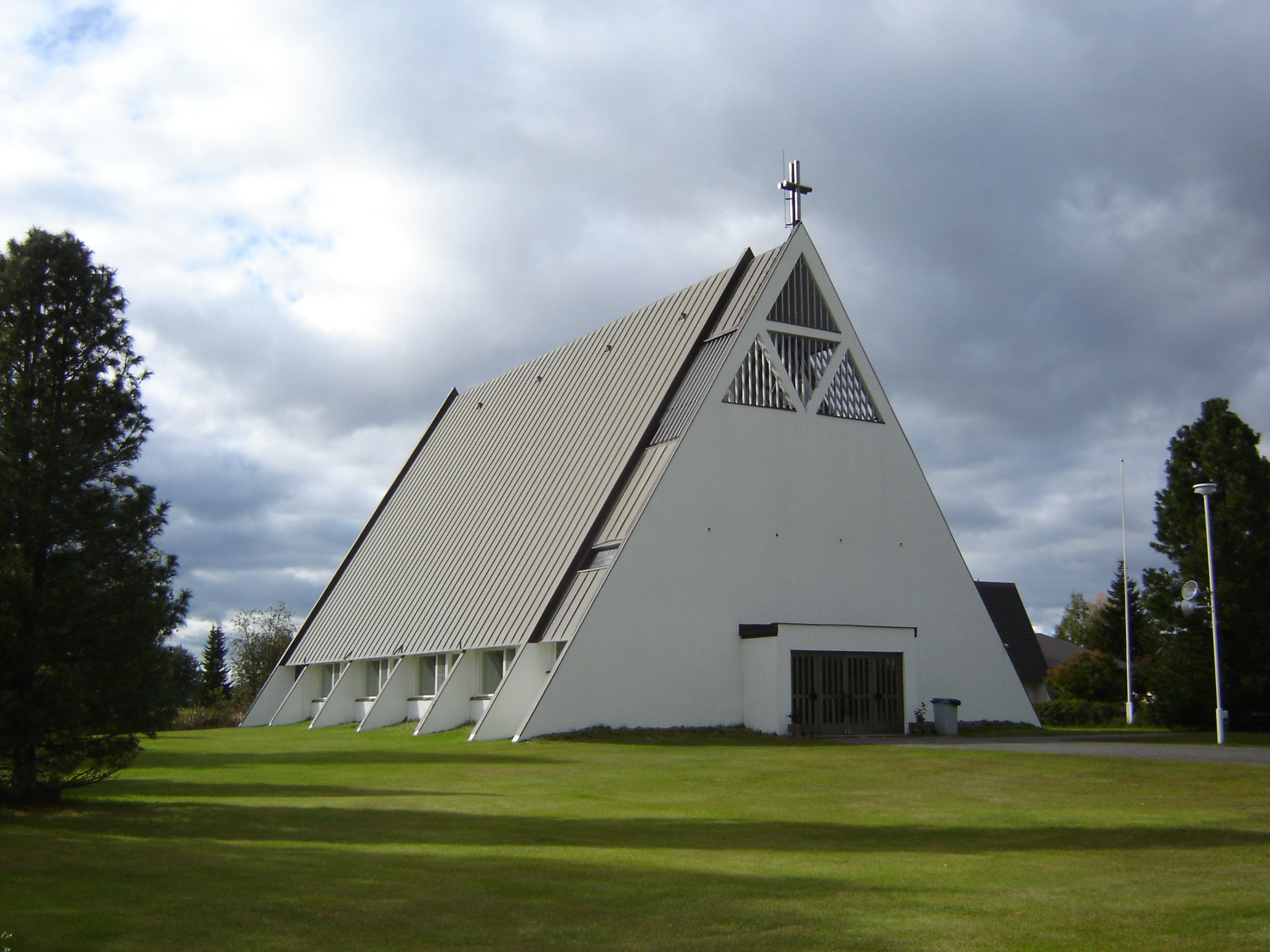
Die moderne Kirche von Kolari

Von kulturgeschichtlichem Wert ist die denkmalgeschützte alte 1818–1819 erbaute Holzkirche von Kolari auf der Flussinsel Kolarinsaari im Muonionjoki. Sie ist ein fast würfelförmiger Bau mit Zeltdach und aufgesetzter Laterne; der Glockenturm ist freistehend. Heute wird sie aber nur noch zu besonderen Anlässen genutzt. Als Hauptkirche der Gemeinde dient seit 1965 ein moderner funktionalistischer Bau im Zentrum von Kolari. Weiterhin gibt es Kapellen in den Dörfern Sieppijärvi (1956) und Äkäslompolo (Laurentiuskapelle, 1999). Ebenfalls denkmalgeschützt ist das Dorfensemble von Venejärvi am gleichnamigen See.
Die tatsächlichen „Sehenswürdigkeiten“ Kolaris sind aber wohl eher in der Natur zu finden. Im Norden des Gemeindegebiets hat Kolari Anteil am Nationalpark Pallas-Yllästunturi, dem drittgrößten Nationalpark Finnlands. Neben den bis zu 700 m hohen Fjells sind der aus einer Gletschermühle entstandene Pakasaivo-See, die Äkkäslinkka- und Kuerlinkat-Stromschnellen, der Äkkässaivo-Canyon und die Naturpfade von Varkaankuru und Niesakero von touristischem Interesse. Eine Besonderheit ist der historische rund 11 km lange Knüppeldamm zwischen den Dörfern Kurtakko und Venejärvi, der 1878 angelegt wurde, um den Post- und Warenverkehr zu diesen abgelegenen Siedlungen zu gewährleisten. Er führt durch das Moorgebiet Teuravuoma-Kivijärvenvuoma, eines der größten Aapamoore Finnlands. Eine 5788 ha große Fläche ist heute als international bedeutsames Feuchtgebiet im Rahmen des Natura-2000-Systems als Schutzgebiet ausgewiesen und ist vor allem für Vogelbeobachter von Interesse.
Eine Seilbahn mit 4er-Gondeln wurde mit der weltweit ersten Sauna-Gondel und daneben Sauna in der Bergstation ausgestattet.

## Söhne und Töchter
- Pertti Teurajärvi (* 1951), Skilangläufer
- Suvi Teräsniska (* 1989), Pop-Sängerin